# Fronteira dos Vales
Fronteira dos Vales is een gemeente in de Braziliaanse deelstaat Minas Gerais. De gemeente telt 4.977 inwoners (schatting 2009).

## Aangrenzende gemeenten
De gemeente grenst aan Águas Formosas, Felisburgo, Joaíma, Machacalis en Santa Helena de Minas.